# HAYATA
HAYATA（ハヤタ、1987年8月4日 - ）は、日本の男性プロレスラー。本名：隼田 陽平（はやた ようへい）。広島県安芸郡熊野町出身。プロレスリング・ノア所属。血液型B型。

## 経歴
- 2006年7月30日、レッスルゲートで隼田陽平としてHANZO、SUSUMUとタッグを組んで対サウザー&グラップラー&高下たけし組戦でデビュー。
- 同年、リングネームをHAYATAに改名。
- 2010年3月、レッスルゲートを退団。
- 4月、大阪プロレスに参戦。
- 同年、大阪プロレスと専属フリー契約を結ぶ。
- 2013年4月20日、大阪プロレスを退団。
- 9月1日、道頓堀プロレスに入団。
- 2014年9月1日、ダブプロレスに移籍。
- 2017年9月3日、プロレスリング・ノアに移籍[2]。
- 2018年5月、GHCジュニアヘビー級王座を初戴冠。
- 2021年6月27日、小峠篤司を破って第46代GHCジュニアヘビー級王座獲得、8度防衛
- 2021年11月28日、小川良成とのタッグで第47代GHCジュニアタッグ王者となるも、小川の新型コロナウイルス感染により防衛戦出場不能となったことを受け、2022年1月19日付けで王座剥奪となった[3]。
- 2022年４月29日、ノア両国国技館大会にてEitaから王座奪取、第49代GHCジュニアヘビー級王者となる。5度防衛。
- 2023年3月1日開催の『ジュニア夢の祭典 〜ALL STAR Jr. FESTIVAL 2023〜』では第1試合6人タッグマッチに出場[4]。
- 2023年４月、AMAKUSAを破って通算5度目のGHCジュニアヘビー級王座を5度目の戴冠、4度防衛。
- 2024年4月11日、ジャック・モリスを破って第11代GHCナショナル王座戴冠
- 2024年5月11日より新日本プロレスにて開催された『BEST OF THE SUPER Jr.』に初出場し、5勝5敗の結果を残す。

## 人物
- 以前は自らマイクアピールを行なわず、タッグパートナーからマイクを渡されると、喋る事があるものの「何もない！」「同じや！」等一言のみで済ませていた（ただし、プロレス誌等のインタビューでは饒舌にインタビューに受け答えしている）。最近ではリング上や記者会見でマイクアピール等を行うことがあるが、多くを語らず寡黙なキャラを通している。
- 情報発信の為、多くのレスラーが行っているSNS等については一切行っていない。

## 得意技
ヘデック
フィニッシュホールド。片膝立ち状態の相手に対し、正面からフランケンシュタイナーの体勢で両脚で相手の首を挟み込むように飛びつき、そこから上半身を捻らせた勢いで相手を顔面からマットに叩きつける変型フェイス・バスター。トップロープとセカンドロープの間でもたれ掛かっている相手に対して放つこともある。インディー時代からの必殺技であり、ノア参戦以後もフィニッシャーとして使用している。
403（シオミ）インパクト
インプラントDDT式のフェイスバスターで、フィニッシュホールド。2021年より多用。
旋回式403インパクト
ファイヤーマンズキャリーで相手を担ぎ上げ、下半身を前方へと押し出し、90°横回転させながら、背面から倒れ込むことで顔面をマットに叩きつける旋回式の変形403インパクト。ブロック・レスナーのF5に近い形で叩きつける。
クロス式403インパクト
相手の腕をクロスしてから敢行する403インパクトで、ここ一番で使う秘密兵器的な技。
ムーンサルトプレス
コーナートップから決める通常タイプとセカンドコーナーから決めるライオンサルトの2種類を使用する。
トラースキック
主に通常のタイプのトラースキックを使うが稀に相手の膝ヘ放つ場合もある(その場合はすぐさまへデックを敢行する）。
みちのくドライバーⅡ
主に繋ぎ技として使うことが多い。走り込んできた相手にカウンターで決める場合もある。
ローリング・ラリアット
旋回式のラリアット。主に大一番で使う。
ジャンピング・ハイキック
HAYATAの場合は二段式で放つ。廻し蹴りの要領で放ったり、コーナートップ上で決めるなど幾つかのバージョンが存在する。
変型キャメルクラッチ
相手の片方の手を踏み、もう一方の手をコブラクラッチで捉え、相手の腰に膝を当てながら行う複合のキャメルクラッチ。
変型アームロック
うつ伏せにした相手の腕をハンマーロックに捉え自身はそのまま前方ヘ回転しブリッジして敢行するアームロック。フィニッシャーとして使用する関節技。

## 入場曲
- Painkiller（ジューダス・プリースト）
- DESTROY（中村"Anija"隆宏）

## タイトル歴
プロレスリング・ノア
- GHCジュニアヘビー級王座（第34代、40代、46代、49代、53代）[5]
- GHCナショナル王座（第11代）[5]
- GHCジュニアヘビー級タッグ王座（第31代、39代、40代、42代、47代、第61代）（パートナーはYO-HEY×2→小川良成 x3→YO-HEY×1）[5]
- GLOBAL Jr. LEAGUE優勝（2019年）[6]
- GLOBAL Jr. TAG LEAGUE優勝（2017年、2018年）（パートナーはYO-HEY×2）

大阪プロレス
- 大阪プロレスタッグ王座（第31代、32代）（パートナーは空牙→タダスケ）
- 大阪タッグフェスティバル優勝（2012年）（パートナーはタダスケ）

プロレスリングFREEDOMS
- KING of FREEDOM WORLD TAG王座（第11代）（パートナーは進祐哉）

ダブプロレス
- DOVE世界ヘビー級王座（第8代）

暗黒プロレス組織666
- 666認定きかんしゃ級王座（パートナーはグンソ、YO-HEY）

IPW:UK
- IPW:UKジュニアヘビー級王座（第4代）